# There Was a Little Girl
There Was a Little Girl (meglio conosciuto come Madhouse) è un film del 1981 scritto, prodotto e diretto da Ovidio G. Assonitis.
Rientra nei film cosiddetti video nasty, ossia banditi in alcuni paesi per via dei contenuti espliciti.